# Камай (Республіка Алтай)
Камай (рос. Камай) — село Шебалінського району, Республіка Алтай Росії. Входить до складу Актельського сільського поселення.
Населення — 77 осіб (2015 рік).